# Liste der Baudenkmale in Wolfsburg-Brackstedt-Velstove-Warmenau
In der Liste der Baudenkmale in Wolfsburg-Brackstedt-Velstove-Warmenau sind alle Baudenkmale der niedersächsischen Ortschaft Wolfsburg-Brackstedt-Velstove-Warmenau aufgelistet. Die Quelle der  Baudenkmale ist der Denkmalatlas Niedersachsen. Der Stand der Liste ist der 26. März 2021.

## Allgemein
In den Spalten befinden sich folgende Informationen:
- Lage: die Adresse des Baudenkmales und die geographischen Koordinaten. Kartenansicht, um Koordinaten zu setzen. In der Kartenansicht sind Baudenkmale ohne Koordinaten mit einem roten Marker dargestellt und können in der Karte gesetzt werden. Baudenkmale ohne Bild sind mit einem blauen Marker gekennzeichnet, Baudenkmale mit Bild mit einem grünen Marker.
- Bezeichnung: Bezeichnung des Baudenkmales
- Beschreibung: die Beschreibung des Baudenkmales. Unter § 3 Abs. 2 NDSchG werden Einzeldenkmale und unter § 3 Abs. 3 NDSchG Gruppen baulicher Anlagen und deren Bestandteile ausgewiesen.
- ID: die Objekt-ID des Baudenkmales
- Bild: ein Bild des Baudenkmales, ggf. zusätzlich mit einem Link zu weiteren Fotos des Baudenkmals im Medienarchiv Wikimedia Commons. Wenn man auf das Kamerasymbol klickt, können Fotos zu Baudenkmalen aus dieser Liste hochgeladen werden:

## Brackstedt

### Gruppe baulicher Anlagen
| Lage                                        | Bezeichnung | Beschreibung | ID       | Bild |
| ------------------------------------------- | ----------- | --- | -------- | ---- |
| Zum Badekoth 29 52° 28′ 35″ N, 10° 46′ 0″ O | Hofanlage   | Überwiegend in Fachwerk errichtete Baugruppe mit Wohn- und Wirtschaftsgebäuden der 2. Hälfte des 19. Jahrhunderts | 34200538 | BW   |

### Einzeldenkmale
| Lage                                           | Bezeichnung              | Beschreibung                                                                                    | ID       | Bild |
| ---------------------------------------------- | ------------------------ | ----------------------------------------------------------------------------------------------- | -------- | ---- |
| Kästorfer Straße 1 52° 28′ 32″ N, 10° 46′ 0″ O | Wohn-/Wirtschaftsgebäude |                                                                                                 | 34252633 | BW   |
| Zum Badekoth 25 52° 28′ 34″ N, 10° 46′ 1″ O    | Schule                   | Ehemalige Schule, charakteristischer reizvoller Ziegelbau, 1928 errichtet und 1969 geschlossen. | 34252657 |      |
| Zum Badekoth 29 52° 28′ 34″ N, 10° 45′ 59″ O   | Wohnhaus                 | Zweigeschossiger Fachwerkbau, erbaut um 1880.                                                   | 34252683 | BW   |
| Zum Badekoth 29 52° 28′ 34″ N, 10° 46′ 0″ O    | Stall                    | Ziegel- und Fachwerkbau, erbaut um 1880.                                                        | 34252708 | BW   |
| Zum Badekoth 29 52° 28′ 35″ N, 10° 46′ 0″ O    | Scheune                  | Fachwerkbau mit Ziegelausfachung, erbaut 3. Viertel 19. Jahrhunderts                            | 34252733 | BW   |

## Velstove

### Gruppe baulicher Anlagen
| Lage                                              | Bezeichnung | Beschreibung                                                                                      | ID       | Bild |
| ------------------------------------------------- | ----------- | ------------------------------------------------------------------------------------------------- | -------- | ---- |
| Alte Handelsstraße 8 52° 28′ 50″ N, 10° 49′ 21″ O | Hofanlage   | Geschlossene Anlage mit Wohnhaus, Stall, Torgebäude und Pflaster. Fachwerkbauten. Erbaut um 1870. | 34201732 | BW   |

### Einzeldenkmale
| Lage                                              | Bezeichnung | Beschreibung                                      | ID       | Bild |
| ------------------------------------------------- | ----------- | ------------------------------------------------- | -------- | ---- |
| Alte Handelsstraße 8 52° 28′ 50″ N, 10° 49′ 22″ O | Wohnhaus    | Zweigeschossiges Fachwerkgebäude. Erbaut um 1870. | 34261524 | BW   |
| Alte Handelsstraße 8 52° 28′ 49″ N, 10° 49′ 21″ O | Stall       | Stall. Erbaut um 1870.                            | 34261546 | BW   |
| Alte Handelsstraße 8 52° 28′ 49″ N, 10° 49′ 20″ O | Torhaus     | Torhaus mit Ziegelfront. Erbaut um 1870.          | 34261568 | BW   |

## Warmenau

### Gruppe baulicher Anlagen
| Lage                                                   | Bezeichnung       | Beschreibung                                                      | ID       | Bild |
| ------------------------------------------------------ | ----------------- | ----------------------------------------------------------------- | -------- | ---- |
| Rundling 4 52° 27′ 19″ N, 10° 44′ 53″ O                | Hofanlage         | Einheitlich gegen Ende des 19. Jahrhunderts errichtete Hofanlage. | 34200486 | BW   |
| Hannoversche Straße 15, 17 52° 27′ 22″ N, 10° 45′ 0″ O | Fachwerkbaugruppe | Fachwerkbaugruppe der 2. Hälfte des 19. Jahrhunderts              | 34200520 | BW   |

### Einzeldenkmale
| Lage                                                | Bezeichnung              | Beschreibung                                   | ID       | Bild |
| --------------------------------------------------- | ------------------------ | ---------------------------------------------- | -------- | ---- |
| Am Haselborn 2 52° 27′ 22″ N, 10° 45′ 2″ O          | Schule                   | Eingeschossiger Fachwerkbau, ehemalige Schule. | 34265044 |      |
| Hannoversche Straße 15 52° 27′ 22″ N, 10° 45′ 0″ O  | Wohnhaus                 | Erbaut 3. Viertel 19. Jahrhunderts             | 34265068 | BW   |
| Hannoversche Straße 17 52° 27′ 23″ N, 10° 44′ 59″ O | Wohnhaus                 | Zweigeschossiger Fachwerkbau. Erbaut um 1890.  | 34265093 | BW   |
| Rundling 4 52° 27′ 20″ N, 10° 44′ 55″ O             | Wohnhaus                 | Zweigeschossiger Fachwerkbau, erbaut um 1890.  | 34265119 | BW   |
| Rundling 4 52° 27′ 19″ N, 10° 44′ 53″ O             | Stall                    | Ziegelbau, erbaut 1890.                        | 34265144 | BW   |
| Rundling 4 52° 27′ 19″ N, 10° 44′ 52″ O             | Scheune                  | Fachwerkbau, erbaut um 1890.                   | 34265170 | BW   |
| Rundling 6 52° 27′ 18″ N, 10° 44′ 57″ O             | Wohn-/Wirtschaftsgebäude | Querdielenhaus, erbaut um 1870.                | 34265196 | BW   |